# Listopad 2006
1. listopadu – středa
 Zemřel spisovatel William Styron (* 11. června 1925). K jeho nejznámějším dílům patří romány Sophiina volba nebo Doznání Nata Turnera.
2. listopadu – čtvrtek
 Dopravu na celém území Česka komplikují sněhové přeháňky, silný vítr a teplota pod bodem mrazu. Do pátku by v polohách nad 800 m n. m. mělo napadnout až 20 cm sněhu.
 Oblast severního Německa ničí bouře způsobená tlakovou níží. Vítr dosahuje rychlosti kolem 130 km/h a je hodnocen nejvyšším – dvanáctým – stupněm Beaufortovy škály – orkán. Město Hamburk očekává záplavy způsobené vodou nahnanou větrem ze Severního moře, ve Frísku vlny dosahují výšky 17 metrů.
 Nejméně 23 lidí přišlo o život a více než 100 000 muselo být evakuováno v důsledku prudkých dešťů a vichru, které třetím dnem sužují jihoindický stát Ándhrapradéš.
 Záplavy vyvolané přívalovými dešti si v Turecku vyžádaly již 32 oběti.
 Kolem 20 000 lidí bylo dnes evakuováno v centrální části Číny kvůli úniku čpavku v místní továrně na umělá hnojiva. Při incidentu zahynul jeden dělník a šest dalších osob se přiotrávilo.
 Volební preference podle CVVM: ODS 36 %, ČSSD 30,5 %, KSČM 15 %, SZ 9,5 %, KDU-ČSL 6 %.
3. listopadu – pátek
 Předsedové parlamentních stran se na Pražském hradě setkali s prezidentem Klausem. Tématem schůzky bylo sestavování vlády.
 Světová meteorologická organizace oznámila, že skleníkový efekt v atmosféře dosáhl v roce 2005 rekordních hodnot a dále se zvyšuje.
5. listopadu – neděle
 Irácký diktátor Saddám Husajn byl odsouzen k trestu smrti oběšením. Tribunál v Bagdádu jej shledal vinným z podílu na masakru šíitů v městečku Dudžail.
 Oblast západní Evropy, zejména Francie a Německo, byla postižena rozsáhlým výpadkem dodávky elektrické energie.
7. listopadu – úterý
 Ministři financí zemí EU se v Bruselu nedohodli na zvýšení spotřební daně z piva o zamýšlených 31%. Proti tomuto návrhu se kromě tradičních „pivařských“ zemí jako je Česko, Německo, Rakousko nebo Irsko postavilo i Lotyšsko a Litva.
 Prezidentem Nikaraguy byl zvolen kandidát Sandinistické fronty národního osvobození (FSLN) Daniel Ortega. Ortega se do čela země vrací po 16 letech, kdy byl svržen v občanské válce.
 Nová vápencová jeskyně, patrně doposud největší ve Velké Británii byla nalezena v anglickém hrabství Derbyshire. Je vysoká přibližně 140 m a byla pojmenována Titan. O jeskyni však existují zápisy z 18. století, takže je zřejmé, že současný objev není úplně prvním v historii jeskyně.
 Devět osob zahynulo a dvanáct bylo zraněno při řádění tornáda ve městě Saroma na japonském ostrově Hokkaidó.
8. listopadu – středa
 V amerických volbách zvítězili v tomto kole zástupci Demokratů, kteří získali 227 křesel ve Sněmovně reprezentantů (Republikáni 194 křesel). Výsledky voleb do části Senátu jsou doposud nejasné ve státě Virginie, kde je poměr hlasů natolik těsný, že bude nutné opakované ověřování výsledků. Ze známých osobností obhájila pozici senátorky Hillary Clintonová i kalifornský senátor, filmový herec Arnold Schwarzenegger.
 Kyrgyzský parlament schválil změnu ústavy, omezující výrazně pravomoci prezidenta.
9. listopadu – čtvrtek
 Konečné výsledky amerických voleb jsou vítězstvím Demokratů, kteří získali křeslo senátora i ve Virginii rozdílem pouhých 7 236 hlasů. V Senátu tak budou mít většinu 51:49 poslanců proti poraženým Republikánům.
Minimálně 40 lidských obětí si vyžádaly sebevražedné atentáty v Iráku, většina obětí přitom pochází z hlavního města Bagdádu. Naopak velitelství amerických sil oznámilo, že v bojích severně od Bagdádu zabili američtí a iráčtí vojáci od neděle nejméně 60 povstalců.
10. listopadu – pátek
 Volební odhady podle agentury Factum Invenio: ODS 41,1 % (96 mandátů), ČSSD 27,7 % (60 mandátů), KSČM 12,7 % (25 mandátů), SZ 7,1 % (10 mandátů), KDU-ČSL 6,0 % (9 mandátů).
 Zemětřesení o síle 5,9 stupně Richterovy škály zasáhlo oblast v blízkosti Papuy Nové Guineje. Nejsou hlášeny žádné škody.
12. listopadu – neděle
 V Jižní Osetii proběhlo referendum o nezávislosti země. Volební účast dosáhla 90 %, proto je podle volební komise hlasování platné. Podle prvních průzkumů hlasovala pro nezávislost drtivá většina z 55 000 oprávněných voličů (hovoří se i o 99 %). Kromě separatistické jihoosetské vlády uznalo platnost referenda pouze Rusko. Organizace OBSE a Gruzie, jejíž je Jižní Osetie součástí, referendum neuznávají. Zároveň se konaly i prezidentské volby, které ve funkci potvrdili současného prezidenta Eduarda Kokojtyho.
 Vítězkou soutěže Miss International konané v čínském Pekingu se stala Venezuelanka Daniela di Giacomová.
14. listopadu – úterý
 Parlament v Jihoafrické republice schválil zákon o sňatcích osob stejného pohlaví. JAR je první africkou zemí, která takový zákon schválila. Schválení zákona bylo vynuceno rozhodnutím ústavního soudu, který neexistenci takové normy označil za protiústavní diskriminaci na základě sexuální orientace.
 V noci byl brutálně zavražděn podnikatel Ján Kubašiak, byl spoután i s celou rodinou, oloupen a nakonec zastřelen.
15. listopadu – středa
 Vítězem prezidentských voleb v Demokratické republice Kongo byl prohlášen dosavadní prezident Joseph Kabila. Opoziční kandidát Jean-Pierre Bemba označil volby za zmanipulované.
 Zemětřesení o síle 8,1 stupně Richterovy škály zasáhla území Kurilských ostrovů v ruské Sachalinské oblasti. Bylo vydáno varování před tsunami, které podle odhadů měly dosáhnout výšky až 2 metry. Nejvyšší vlna, která dosáhla japonský ostrov Hokkaidó, měla nakonec pouze 40 centimetrů.
 Katarská televize al-Džazíra spustila zpravodajský kanál Al Jazeera English, který bude přinášet nepřetržité zpravodajství z arabského světa v angličtině.
16. listopadu – čtvrtek
 V hnědouhelném dole ve středoslovenských Novákách došlo k důlnímu neštěstí, při kterém zahynuli 4 horníci. Krátce před 7. hodinou ranní zavalila důlní chodby v hloubce 270 metrů směs jílu, vody a štěrku. Sedmi osobám se podařilo uniknout. Na místě pomáhali také záchranáři z Ostravy. Po 60 hodinách byly záchranné práce ukončeny.
 Ve věku 94 let zemřel v Kalifornii americký ekonom a držitel Nobelovy ceny Milton Friedman (* 31. července 1912).
 Národní cenu České hlavy získal matematik prof. Jaroslav Kurzweil.
 Čínská vláda ukončila rok trvající blokování přístupu k čínské verzi otevřené encyklopedie Wikipedie pro uživatele přistupující z vnitrozemí státu. Některá jednotlivá hesla nicméně zůstávají nedostupná.
17. listopadu – pátek
 Na Madagaskaru proběhl neúspěšný pokus o vojenský převrat. Byl při něm zabit jeden voják. Letadlo prezidenta Ravalomanany bylo při cestě do hlavního města Antananarivo odkloněno poté, co byla ohlášena střelba v okolí cílového letiště. Generál Fidy, hlavní postava puče a neuznaný kandidát prezidentských voleb plánovaných na 3. prosince, svoje činy zdůvodnil neoprávněností vlády současného prezidenta. Kandidatura byla znemožněna i dalším osobnostem včetně Pierrota Rajaonarivela, známého opozičního vůdce a spolupracovníka někdejšího prezidenta Didiera Ratsiraky.
 Ve věku 97 let zemřel český malíř a grafik Karel Valter (* 17. února 1909).
 V budapešťské nemocnici zemřel jeden z nejvýznamnějších maďarských fotbalistů Ferenc Puskás (* 2. dubna 1927). Na sklonku života trpěl Alzheimerovou nemocí. Příčinou úmrtí byly horečka a zápal plic.
18. listopadu – sobota
 Po desáté hodině slovenská policie zadržela dva muže podezřelé z vraždy podnikatel Jána Kubašiaka. Muže hledala policie i armáda. Jeden z podezřelých je bývalý policista, druhý je policista ve službě.
19. listopadu – neděle
 V Bordeaux zemřel francouzský režisér a scenárista Francis Girod (* 9. října 1944). Zemřel v hotelu na srdeční záchvat.
 Na kongresu ODS v Praze byl opět zvolen předsedou Mirek Topolánek. Prvním místopředsedou byl zvolen pražský primátor Pavel Bém, dalšími místopředsedy se stali Petr Bendl, Ivan Langer, Petr Gandalovič a Petr Nečas. Novou osobností ve vedení strany je pouze Petr Gandalovič, který nahradil Miroslavu Němcovou.
20. listopadu – pondělí
 Trestní stíhání bývalého policisty Tomáše Čermáka za útok proti poslankyni Strany zelených Kateřině Jacques bylo zastaveno. Podle státní zástupkyně jeho zákrok nebyl trestným činem.
 V Berlíně se stalo železniční neštěstí. Při nárazu soupravy rychlodráhy S-Bahn do odstaveného vlaku bylo zraněno 22 lidí, z toho 2 vážně.
 V Emsdettenu u Münsteru postřelil bývalý žák střední školy těhotnou učitelku, školníka a několik žáků. Střelec po útoku spáchal sebevraždu.
 V Los Angeles zemřel ve věku 81 let významný americký režisér Robert Altman (* 20. února 1925). Mezi jeho nejznámější díla patří film M*A*S*H. V roce 2006 obdržel Oscara za celoživotní dílo.
21. listopadu – úterý
 V černouhelném dole Halemba ve městě Ruda Śląska došlo k výbuchu metanu. Při nehodě zahynulo 23 osob. K události došlo 1030 metrů pod zemí.
 Bývalý ministr zdravotnictví ČR David Rath prohrál soudní spor s europoslancem Milanem Cabrnochem. David Rath se bude muset veřejně omluvit za své tvrzení, že díky projektu internetových zdravotních knížek plynuly do Cabrnochovy soukromé firmy peníze VZP, zaplatit mu odškodné 50 000 korun a uhradit náklady řízení. Rath řekl, že se proti rozsudku odvolá.
 V New Jersey byl agenty FBI objeven ukradený obraz Franciska Goyi Děti v kočárku. Obraz byl před týdnem odcizen při převozu z Muzea umění v Toledu v Ohiu do Guggenheimova muzea v New Yorku.
22. listopadu – středa
 České dráhy ohlásily, že od 10. prosince se zdraží jízdné a přibude několik spojů. Také se zvýhodní ceny jízdného vlaky Pendolina.
 Ve Vysokých Tatrách byly změněny názvy hor Český štít, Česká dolina, …, Nynější názvy jsou Těžký štít. Dřívější názvy vznikly chybným překladem německého geodeta z polštiny.
 Na schůzce s ODS odmítla ČSSD nové volby v roce 2007. Jiří Paroubek prohlásil, že dává přednost vládě, která vydrží celé funkční období.
 CK Fischer dnes podala trestní oznámení na bývalého majitele a bývalého senátora Václava Fischera. Trestní oznámení se podle TV Nova týká úvěrového podvodu.
 Čtyřicet příslušníků turecké krajně pravicové Velké strany jednoty obsadilo istanbulský chrám Hagia Sofia. Je to forma protestu proti plánované návštěvě papeže Benedikta XVI. v Turecku.
23. listopadu – čtvrtek
 Vlna extrémismu v Iráku dnes dosáhla vrcholu, když bylo v Bagdádu při několika bombových útocích zabito celkem 157 lidí a dalších 257 bylo zraněno. Zároveň bylo oznámeno, že v průběhu října zemřelo v Iráku přes 3 700 civilstů, což představuje celkově největší počet obětí za jeden měsíc od začátku americké invaze v roce 2003.
 Zástupci ODS a Strany zelených se dnes dohodli, že chtějí vládnout jako čtyřkoalice všech stran vyjma KSČM. Chtějí přivést zemi k volbám konajícím se v roce 2008.
 Po dlouhé nemoci zemřel v Paříži ve věku 76 let francouzský herec Philippe Noiret (* 1. října 1930).
 Na následky otravy zemřel v Londýně bývalý ruský agent Alexandr Litviněnko. (* 30. srpna 1962)
24. listopadu – pátek
 Rwanda přerušila veškeré diplomatické styky s Francií. Podnět k tomu dalo vyšetřování francouzského soudce Jeana-Louise Bruguièra, který navrhl, aby byl rwandský prezident Paul Kagame stíhán před Mezinárodním trestním tribunálem pro Rwandu za útok na letadlo někdejšího prezidenta Juvénala Habyarimany. Tato událost byla bezprostřední roznětkou genocidy z roku 2004.
 Bývalý ruský agent Alexandr Litviněnko, který zemřel v Londýně 23. listopadu byl zřejmě otráven. Odborníci vyslovili podezření, že podaným jedem byla látka obsahující radioaktivní izotop polonia 210Po, který je alfa zářičem s poločasem rozpadu 138,4 dnů.
 Podle Centra pro výzkum veřejného mínění by volby do Sněmovny konané v listopadu 2006 vyhrála ODS s 41 procenty hlasů, druhá by byla ČSSD s 26 procenty hlasů, třetí a čtvrtí SZ a KSČM s 11 procenty a poslední pátá by byla strana KDU-ČSL se 7 procenty.
 Klienti Citibank čelí phishingu prováděného pomocí e-mailů. Klientům přicházejí falešné e-maily, které žádají zaslání údajů o účtech.
25. listopadu – sobota
  V peruánské Limě byl zadržen Čech s 10,5 kilogramy kokainu v zavazadlech. Muž chtěl odcestovat do Madridu.
 Dvě východočadská města padla do rukou protivládních povstaleckých hnutí. Svaz sil pro demokracii a rozvoj brzy ráno dobyl město Abéché. O několik hodin později padlo do rukou druhého uskupení – Shromáždění demokratických sil – nedaleké město Biltine. Čadská vláda dlouhodobě čelí tlaku povstaleckých jednotek. V květnu zemřelo několik stovek osob při srážkách v hlavním městě Ndžamena. Z podpory povstání je obviňován také sousední Súdán.
 Nigerijský viceprezident Atiku Abubakar potvrdil svůj záměr kandidovat v prezidentských volbách v roce 2007. Abubakar má velice napjaté vztahy se současným prezidentem Olusegunem Obasanjem.
 V Brně byla uvalena vazba na řidiče Škody Octavie, který srazil a poté odtáhl do lesa patnáctiletého chlapce. Čin byl překvalifikován na pokus o vraždu.
26. listopadu – neděle
  Finalistka České Miss Petra Soukupová dosáhla na soutěži Miss Earth na Filipínách umístění mezi prvními osmi nejlepšími dívkami. Zvítězila dívka z Chile.
 O víkendu se konala kontrolní akce zaměřená na padělky značkového zboží. Na zátahu se podílelo asi čtyři sta pracovníků celní správy. Celková škoda majitelů autorských práv by byla vyšší než 156 milionů korun.
 Při projevu v městečku Montecani Terme poblíž Florencie zkolaboval bývalý italský premiér Silvio Berlusconi. Lékaři nařídili expremiérovi hospitalizaci.
27. listopadu – pondělí
 Kolem 4:40 středoevropského času havarovalo v Teheránu letadlo islámských revolučních gard. Nehoda si vyžádala nejméně 36 mrtvých a dva zraněné. Příčiny nehody nejsou zatím známy, letadlo se zřítilo krátce po startu z teheránského letiště.
 Epidemie cholery, která řádí již od února letošního roku v Angole má dodnes za následek nejméně 2500 mrtvých a celkový počet nakažených překročil 60 000 případů.
 Neúspěchem skončila jednání mezi představiteli Evropské unie a Turecka o situaci okolo Kypru, konaná ve finském Tampere. Turecko mělo kyperské straně otevřít svá letiště a přístavy do 6. prosince, ale již dnes je zcela jasné, že tento požadavek nebude dodržen.
28. listopadu – úterý
 V Ankaře dnes zahájil čtyřdenní návštěvu Turecka papež Benedikt XVI. Jeho návštěvu provází velká bezpečnostní opatření a již dlouho trvající muslimské demonstrace nesouhlasu s návštěvou.
 Česká strana zablokovala v Bruselu návrh Evropské unie na zvýšení daně z piva. Argumentem bylo, že tradiční český národní nápoj by byl po zvýšení daně znevýhodněn oproti vínu, které má v EU nulovou sazbu.
29. listopadu – středa
 Irácká vláda požádala Radu bezpečnosti OSN o prodloužení mandátu mezinárodních sil do konce roku 2007 vzhledem k stále rostoucím nepokojům uvnitř země. Rada této žádosti vyhověla.
 Slovenská policie odhalila největší plantáž marihuany v Evropě nedaleko Nitry. Tři Rakušané zde v opuštěných průmyslových halách pěstovali mimořádně kvalitní drogu za pomoci najatých pracovníků, přivážených z Maďarska.
30. listopadu – čtvrtek
 Návštěva papeže Benedikta XVI. v Turecku proběhla zatím bez větších problémů. Papež svoji návštěvu muslimského Turecka pojímá především jako snahu o mírový dialog mezi muslimy a křesťany a veřejně vyzval k vzájemnému usmíření mezi křesťany, židy a muslimy. Zároveň ale zdůraznil nutnost dodržování práva jednotlivých národnostních nebo náboženských menšin naa vlastní identitu.
 Při požáru v Jakubovicích (okres Ústí nad Orlicí) zahynuly následkem otravy zplodinami mladá žena (* 1970) a její tři děti (* 2002, 2003, 2006). Dalších sedm dětí vyvázlo bez zranění. Na místě zasahovala profesionální jednotka HZS Lanškroun a čtyři jednotky dobrovolných hasičů obcí.